# Jaime Gonzalo
Jaime Gonzalo es un reputado periodista y crítico musical nacido en Bilbao (España) en 1957. Ha ejercido también de productor discográfico, letrista y guionista, tanto en radio como en televisión.
Su carrera como periodista y crítico musical se mantiene desde 1975 escribiendo para medios como Popular 1, Vibraciones, Disco Expres, Star, Disco Actualidad, o Rock Espezial. En 1985 cofundó la revista Ruta 66, medio clave en la recuperación en España de la crítica rock y la revisión panorámica de su tradición cultural. En 2016 abandonó Ruta 66. Actualmente colabora, entre otros medios, en El País y Rockdelux.
Ha escrito varios libros sobre música y grupos musicales, ha prologado muchos otros y ha redactado notas internas para álbumes de diferentes estilos.
Como productor discográfico ha trabajado para Cancer Moon o Desechables, entre otros grupos.

## Libros
- La banda trapera del río: Escupidos de la mano de dios (Munster Records, 2007)
- The Stooges: Combustión espontánea (Libros crudos, 2008)
- Poder Freak Volúmenes 1, 2 y 3. (Libros crudos, 2009, 2011 y 2014)
- La ciudad secreta (Munster Books, 2013)
- Sobrevivir al paraíso (Cotali, 2014) [antología de columnas]
- Mercancía del horror (Libros crudos, 2016)
- Nunca te fíes de un crítico de rock (Libros Crudos, 2016) [antología de artículos]
- Can: El milagro alemán (Libros Crudos, 2018)
- The Stooges: Combustión espontánea(ed. revisada y ampliada) (2020)